# Basiliscus galeritus
El basilisco de cabeza roja o basilisco con casco (Basiliscus galeritus) es una especie de basilisco de tamaño medio. Es nativo del noroeste de Sudamérica.

## Hábitat
El basilico con casco habita en las selvas del oeste de Colombia y Ecuador, usualmente a altitudes menores a 1600 metros. Algunos reportes de Centroamérica acerca de su hábitat son incorrectos ya que se refieren realmente al Basilisco común, una especie bastante cercana al Basiliscus galeritus. El basilisco de cabeza roja fue introducido en la Isla Gorgona en el pacifco colombiano y ha puesto en peligro especies endémicas de la isla, en especial el Anolis gorgonae. Es una especie común y no es considerada amenazada.

## Descripción
Los machos alcanzan un largo de 77.5 cm, mientras que las hembras alcanza 63.5 cm. El color de su piel es verde oliva, con la parte inferior del vientre de un marron rojizo. La garganta es blanca o amarilla. En la espalda tiene una cresta pequeña similar a la de especimes jóvenes del Basilico Común. A los lados posee rayas blancas estrechas. No tiene aleta trasera. El macho adulto tiene una cresta redonda en la cabeza. Como todos los basiliscos, puede correr trayectos cortos sobre el agua cuando se ve amenazado, razón por la que en algunas partes se le llama "Lagarto de cristo".

## Especie invasiva
El basilisco occidental se ha introducido en la isla de Gorgona, Colombia. Esta especie no es nativa de la isla y, por lo tanto, pone en peligro a las especies nativas que residen en la isla, como la anolis azul endémica (Anolis gorgonae).